# Terapia di gruppo
La terapia di gruppo è una forma di psicoterapia in cui l'intervento clinico viene effettuato in un setting gruppale.
La psicoterapia di gruppo può fare riferimento a vari tipi di orientamenti teorici (dinamici, cognitivi, etc.), e può articolarsi nei suoi vari modelli in maniera estremamente diversificata, da un polo supportivo ad un polo espressivo-elaborativo.
La terapia di gruppo consiste solitamente in una terapia "verbale" (gruppi di parola), ma a volte è costituita o complementata da altre modalità terapeutiche, come le forme di terapia espressiva (solitamente di tipo arteterapeutico) o lo psicodramma.

## Storia della terapia di gruppo
La terapia di gruppo, intesa in senso lato, nasce all'inizio del XX secolo, in contesto medico e psichiatrico.
Il lavoro pionieristico cui normalmente si fa risalire l'origine del movimento della terapia di gruppo è quello di Joseph Pratt, internista del Massachusetts General Hospital di Boston, che nel 1905 avviò un gruppo di educazione/discussione per 15 pazienti ammalati di tubercolosi.
Il gruppo aveva prevalentemente un focus educativo (era basato su letture di gruppo), ma prevedeva degli aspetti di supporto psicologico e di "impegno personale reciproco" tra i vari membri, che l'hanno classicamente fatto considerare come il primo "gruppo di supporto".
L'applicazione della terapia di gruppo al contesto psichiatrico-psicoterapeutico viene invece fatta risalire al lavoro di Edward Lazell (che nel 1919 iniziò a riunire in gruppo e trattare con una "terapia della parola" pazienti psicotici), di Julius Metzl (uno dei pionieri del lavoro di gruppo con pazienti alcolisti) e di Trigant Burrow, il primo ad applicare la terapia di gruppo a pazienti nevrotici.
Con i primi anni venti, anche Alfred Adler, il primo grande dissidente psicoanalitico, iniziò a svolgere trattamenti di gruppo.
Fu però all'inizio degli anni trenta che un forte impulso alla teoria ed alla pratica della terapia di gruppo derivò dal lavoro di Jacob Levi Moreno, che oltre ad aver sviluppato la tecnica del sociogramma  ebbe il merito di creare la prima forma di psicodramma: una terapia di gruppo che si distingueva da quelle classiche per essere una "terapia attiva" (espressiva) più che una "terapia della parola".
Nel corso degli anni trenta Rudolf Dreikus avviò i primi gruppi terapeutici privati, e Sam Slavson i primi gruppi terapeutici con bambini.
A metà degli anni quaranta alcuni psichiatri militari britannici con una formazione psicodinamica (tra cui Wilfred Bion e S. H. Foulkes), impegnati a supportare le truppe inglesi durante la seconda guerra mondiale, iniziarono a sperimentare, nel Northfield Military Hospital, delle forme di intervento in piccolo gruppo per i soldati traumatizzati. La buona efficacia clinica del modello usato, insieme alla sua notevole "efficienza" in termini di "rapporto numerico" tra pazienti trattabili e terapeuti disponibili, segnarono una tappa decisiva nella diffusione e considerazione degli approcci clinici di gruppo. Sul lavoro successivo di Bion e Foulkes si fondò in seguito il versante europeo della gruppoanalisi.
Verso la fine degli anni quaranta, i contributi e gli studi sulle dinamiche del piccolo gruppo (Small Groups Dynamics) condotte da Kurt Lewin negli Stati Uniti permisero ai ricercatori ed ai clinici di evidenziare numerosi processi relazionali tipici dei gruppi; processi che vennero presto strutturati all'interno dei programmi di intervento clinico, e contribuirono ad aprire la strada ai forti sviluppi successivi della terapia di gruppo, anche in ambiti non psicodinamicamente orientati.
Dagli Stati Uniti, ed attraverso la mediazione degli approcci gruppoanalitici, la terapia di gruppo si diffuse a partire dagli anni sessanta anche in Europa, e gradualmente iniziò ad emergere in tutta la sua complessa differenziazione teorico-clinica attuale.

## Fattori terapeutici
Irvin Yalom ha individuato alcuni fattori terapeutici specifici e comuni a tutte le forme di terapia di gruppo:

### Infusione della speranza
Il maggiore grado di benessere dei membri del gruppo presenti da più tempo è un fattore importante che può indurre speranza di guarigione agli altri membri.

### Universalità
Il riconoscimento di esperienze e sentimenti condivisi tra i membri del gruppo e il fatto che le proprie esperienze possano essere preoccupazioni umane diffuse o universali, serve a ridurre il senso di isolamento di un membro del gruppo, a convalidare le proprie esperienze e ad aumentare l'autostima.

### Informazione
Anche se questo non è un fattore psicoterapeutico in senso stretto, i membri dei gruppi spesso riferiscono che è stato molto utile apprendere informazioni pratiche da altri membri del gruppo. Ad esempio, sulla terapia farmacologica o sull'accesso ai servizi.

### Altruismo
Il gruppo è un luogo in cui i membri possono aiutarsi a vicenda, e l'esperienza di poter dare qualcosa ad un'altra persona può sollevare l'autostima dei membri, e aiutare a sviluppare stili di coping più adattivi e migliori abilità interpersonali.

### Ricapitolazione correttiva del gruppo familiare
I membri spesso identificano inconsciamente il terapeuta di gruppo e altri membri del gruppo con i propri genitori e fratelli in un processo che è una forma di transfert specifica per la psicoterapia di gruppo. Le interpretazioni del terapeuta possono aiutare i membri del gruppo a comprendere l'impatto delle esperienze infantili sulla loro personalità e essi possono imparare a evitare di ripetere inconsciamente modelli interattivi passati, inutili nelle relazioni attuali.

### Sviluppo di tecniche di socializzazione
Il setting gruppale fornisce un ambiente sicuro e di supporto affinché i membri possano estendere il loro repertorio di comportamenti interpersonali e migliorare le loro abilità sociali.

### Comportamento imitativo
I membri del gruppo possono sviluppare abilità sociali attraverso il comportamento imitativo, osservando e imitando il terapeuta e gli altri membri del gruppo.

### Apprendimento interpersonale
I membri del gruppo raggiungono un livello maggiore di autoconsapevolezza attraverso il processo di interazione con gli altri, che forniscono feedback sul loro comportamento e sull'impatto sugli altri.

### Coesione di gruppo
È stato suggerito che questo sia il principale fattore terapeutico da cui tutti gli altri derivano. Gli esseri umani sono animali sociali, con un bisogno istintivo di appartenere a gruppi, e lo sviluppo personale può avvenire solo in un contesto interpersonale. Un gruppo coeso è quello in cui tutti i membri provano un senso di appartenenza, accettazione e valorizzazione.

### Catarsi
La catarsi è l'esperienza del sollievo dal disagio emotivo attraverso l'espressione libera e disinibita dell'emozione. Quando i membri raccontano la loro storia a un pubblico di sostegno, possono ottenere sollievo da sentimenti cronici come vergogna e senso di colpa.

### Fattori esistenziali
I fattori esistenzali consistono nel confronto dei membri del gruppo con la condizione umana: mortalità, costruzione di un progetto di vita, solitudine esistenziale, ricerca di significato. Nel gruppo è possibile esplorare e imparare ad accettare questi fattori.

## Tipologie di terapia di gruppo
Gli interventi di tipo supportivo possono essere di tipo informativo-educativo, di sostegno, di supporto al problem-solving ed allo sviluppo dell'assertività, di riavvio all'autonomia funzionale in pazienti gravi, di condivisione tra pari (gruppi omogenei) di situazioni specifiche; sono frequentemente (ma non sempre) ad orientamento teorico cognitivo.
Nella maggior parte dei casi questi interventi gruppali hanno luogo in due tipi di contesti: in quelli clinico-psichiatrici e riabilitativi (Centri di Salute Mentale, Comunità terapeutiche, gruppi di sostegno per pazienti psichiatrici), o in quelli ambulatoriali per problematiche di media-lieve entità (gruppi tematici).
Gli interventi di tipo espressivo-elaborativo, solitamente di orientamento dinamico, possono essere di tipo speciale/focalizzato (su aree o problematiche particolari), oppure di tipo gruppoanalitico (con un focus più ampio). Quelli di tipo speciale hanno luogo solitamente in contesti clinici strutturati (Comunità, SERT, etc.), mentre quelli gruppoanalitici si attuano solitamente in ambito privato.
Forme particolari di "psicoterapia di gruppo" (intesa in senso più o meno lato) sono i Debriefing, gli interventi di tipo sistemico/familiare, i gruppi di auto mutuo aiuto (gruppi AMA), i gruppi clinico-educativi degli AA/CAT (Alcolisti Anonimi / Club Alcolisti in Trattamento), quelli derivati da AA come Emotivi Anonimi.

## Confronto con le forme di psicoterapia individuale
Gli approcci terapeutici gruppali presentano alcuni vantaggi rispetto a quelli classici "duali": permettono di trattare più persone con minori risorse (uno o due terapeuti gestiscono gruppi di 6-12 persone); sono più economiche per i pazienti (che si suddividono la spesa relativa all'onorario del terapeuta); sono cost-effective per i Sistemi Sanitari (migliore efficienza della spesa); permettono soprattutto di sfruttare gli specifici processi psicologici di gruppo all'interno della relazione clinica, per migliorare l'efficacia di alcuni tipi di intervento.
In molte occasioni, il gruppo si pone infatti come "terzo elemento" della relazione terapeutica, permettendo ai pazienti di osservare e comprendere meglio i propri pattern relazionali in un contesto più naturale e complesso rispetto alla semplice interazione diadica col terapeuta. 
L'osservazione delle interazioni altrui, e di quelle del gruppo nel suo insieme, permette inoltre di derivare importanti inferenze su dinamiche comunicative e di ruolo spesso di notevole rilievo clinico. Le dinamiche interattive del gruppo sono infatti in molti casi uno degli elementi fondamentali del materiale clinico utilizzato, assieme alle esperienze passate dei componenti del gruppo ed alle loro esperienze di vita al di fuori del gruppo.
Gli svantaggi sono rappresentanti dalla minore efficacia clinica per certi tipi di problematiche cliniche, dalla necessità di una formazione specialistica per gli operatori, dalla difficoltà di gestire certi tipi di dinamiche di gruppo, dall'imbarazzo di molti pazienti di interagire in un setting clinico gruppale.